# حقن داخل البطينات الدماغية
الحقن داخل البطينات الدماغية هي تقنية حقن جائرة واجتياحية  للمواد في سائل الدِماغي النخاعي في بُطينات الدماغ مباشرة من أجل اجتياز الحاجز الدموي الدماغي. بالرغم من أن هذا الحاجز يحمي الدماغ بفعالية، إلا أنه يستطيع أن يمنع  مرور الادوية المهمة  من الدخول إلى الجهاز العصبي المركزي. تستخدم هذه التقنية  بشكل واسع في البحوث الطبية الحيوية لإدخال الأدوية، سلاسل الحمض النووي الرايبوزي(RNA) العلاجية، بلازميدات الحمض النووي(DNA), والناقلات الفيروسية إلى داخل الجهاز العصبي المركزي لنماذج من الفئران المريضة. ويمكن أيضاً أن تستخدم في الإنسان في حالات الاضرابات العصبية التنكسية مثل الضمور العضلي نخاعي المنشأ (SMA), أو إعطاء العلاج الكيميائي في الاورام الدبقية إضافةً إلى العوامل المساعدة على نمو الأعصاب إلى الجهاز العصبي المركزي.
مخزن أُميَّة هو نظام قسطرة اخترعه أيوب أُميِّة, جراح أعصاب باكستاني عام 1963 . يُزرَع المخزن تحت فروة الرأس ويتم وصله بقسطرة بحيث يتم إدراجها داخل البطينات الجانبية بواسطة تقنية الحقن عبر البطينات الدماغية.